# Schlüsselfinder

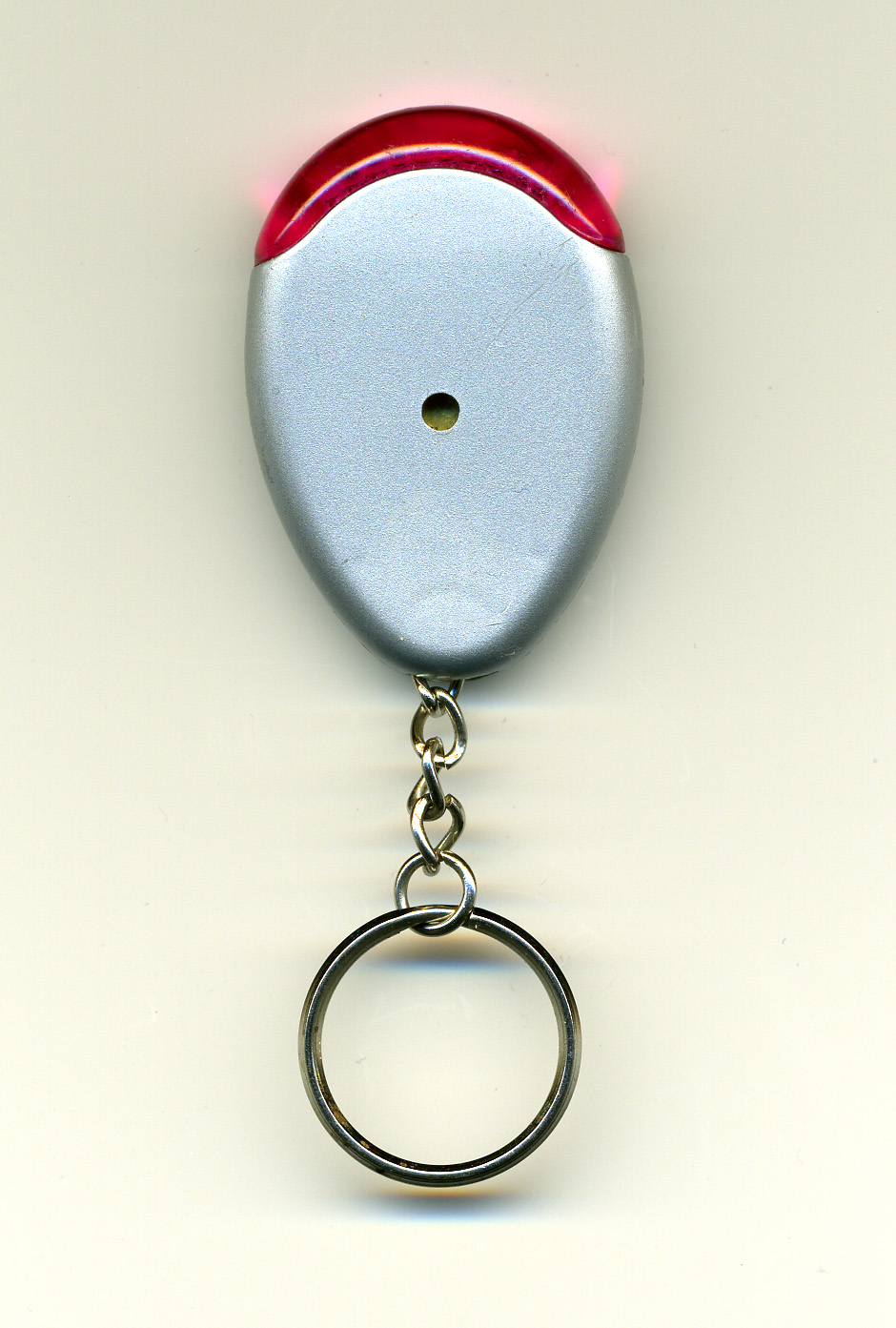
Schlüsselfinder mit Schallloch an der Unterseite

Ein Schlüsselfinder (engl.: key finder) ist ein elektronisches Gerät, um einen Schlüssel oder andere Gegenstände wiederzufinden. 

## Klassische Schlüsselfinder
Der Schlüsselfinder wird als Schlüsselanhänger am Schlüssel befestigt. Um einen verlegten Schlüssel wiederzufinden, genügt ein plötzliches lautes Geräusch wie Pfeifen oder – bei manchen Modellen – Händeklatschen. Der Schlüsselfinder gibt, falls er sich in der Nähe des Geräusches befindet, als „Antwort“ eine Folge von Piep-Tönen. Das Gehör ermöglicht so das Finden des Schlüssels, insbesondere wenn der gesuchte Gegenstand von einem anderen abgedeckt ist. Manche Modelle sind zusätzlich mit einer Leuchtdiode oder anderen Lichtquelle ausgestattet und geben auch ein optisches Signal von sich.
Die Reichweite wird mit fünf bis zehn Metern angegeben. Der Schlüsselfinder ist meist ein flacher Quader mit wenigen Zentimetern Kantenlänge, der in die Hosentasche passt. Zum Betrieb ist eine Batterie (in der Regel eine Knopfzelle) nötig. Der Schlüsselfinder ist seit Ende der 1980er Jahre auf dem Markt und wird oft als Werbegeschenk angeboten. 
Manche Schlüsselfinder reagieren nicht nur auf Pfeifen, sondern auch auf andere, ähnliche Geräusche, beispielsweise Musik oder ein klingelndes Telefon.

## Kritik und weiterentwickelte Schlüsselfinder
Nachteilig am klassischen Schlüsselfinder ist, dass keine genaue Analyse des Frequenzspektrums stattfindet, die bei den ersten Modellen noch nicht möglich war und heute eine Rechenleistung mit erhöhtem Stromverbrauch zur Folge hätte. Dadurch kommt es zu häufigen Fehlalarmen bei ähnlichen Frequenzen.
Alternativ sind inzwischen mehrere Weiterentwicklungen auf dem Markt, die den Fehlalarm verhindern. So werden Modelle angeboten, die entweder mit einem Sender im Scheckkartenformat angeboten werden oder mit einer Mobile App, die eine Kommunikation zwischen Schlüsselfinder und Mobiltelefon z. B. via Bluetooth aufbaut. Dadurch soll Fehlalarm verhindert werden.
Problematisch können auch Lautstärke oder Frequenz des vom Schlüsselfinder ausgehenden Signaltons sein, er ist dann u. U. für ältere oder schwerhörige Menschen nicht hör- oder ortbar.